# Mangafodipir
Mangafodipir (được bán dưới tên thương hiệu Teslascan là mangafodipir trisodium) là một thuốc cản quang được truyền tĩnh mạch để tăng cường độ tương phản trong hình ảnh cộng hưởng từ (MRI) của gan. Nó có hai phần, các ion mangan thuận (II) và tác nhân chelating fodipir (dipyridoxyl diphosphate, DPDP). Mô gan bình thường hấp thụ mangan nhiều hơn mô bất thường hoặc ung thư. Mangan rút ngắn thời gian thư giãn theo chiều dọc (T1), làm cho các mô bình thường xuất hiện sáng hơn trong MRI. Sự tương phản nâng cao này cho phép các tổn thương dễ dàng được xác định hơn.
Mangafodipir đã bị rút khỏi thị trường Mỹ năm 2003  và thị trường châu Âu năm 2012.
Các loài oxy phản ứng (ROS) và các loài nitơ phản ứng (RNS) tham gia vào tổn thương mô bệnh lý. Thông thường ty thể mangan superoxide effutase (MnSOD) thường giữ cho ROS và RNS trong tầm kiểm soát. Trong quá trình phát triển mangafodipir như một chất tương phản MRI, người ta đã phát hiện ra rằng nó sở hữu hoạt động bắt chước MnSOD. Mangafodipir đã được thử nghiệm như một liệu pháp hóa trị liệu ở bệnh nhân ung thư và là một biện pháp bổ trợ cho can thiệp mạch vành qua da ở những bệnh nhân bị nhồi máu cơ tim, với kết quả đầy hứa hẹn. Trong khi độ tương phản MRI phụ thuộc vào việc phát hành Mn2+, hoạt động bắt chước MnSOD phụ thuộc vào Mn2+ vẫn liên kết với DPDP. Calmangafodipir [Ca4Mn (DPDP)5 ] (tên thương hiệu PledOx ) được ổn định đối với Mn2+ và đã cải thiện hoạt động trị liệu. Calmangafodipir đang được khám phá như một liệu pháp hóa trị liệu ở bệnh nhân ung thư.